# Remparts de Visby
Les remparts de Visby, en suédois : Visby ringmur, sont une fortification autour de la vieille ville de Visby sur l'île de Gotland en Suède.
La plus ancienne partie du mur est Kruttornet datant de 1166. À cette époque, l'idée n'était pas de construire un mur, mais simplement une tour pour protéger le port. Le mur ne commença à être construit autour qu'entre 1250 et 1288, à cause du conflit entre Visby et le reste de l'île. Il possédait alors 29 tours et une longueur totale d'environ 3,5 km. De nos jours, seules 27 tours subsistent.

## Galerie

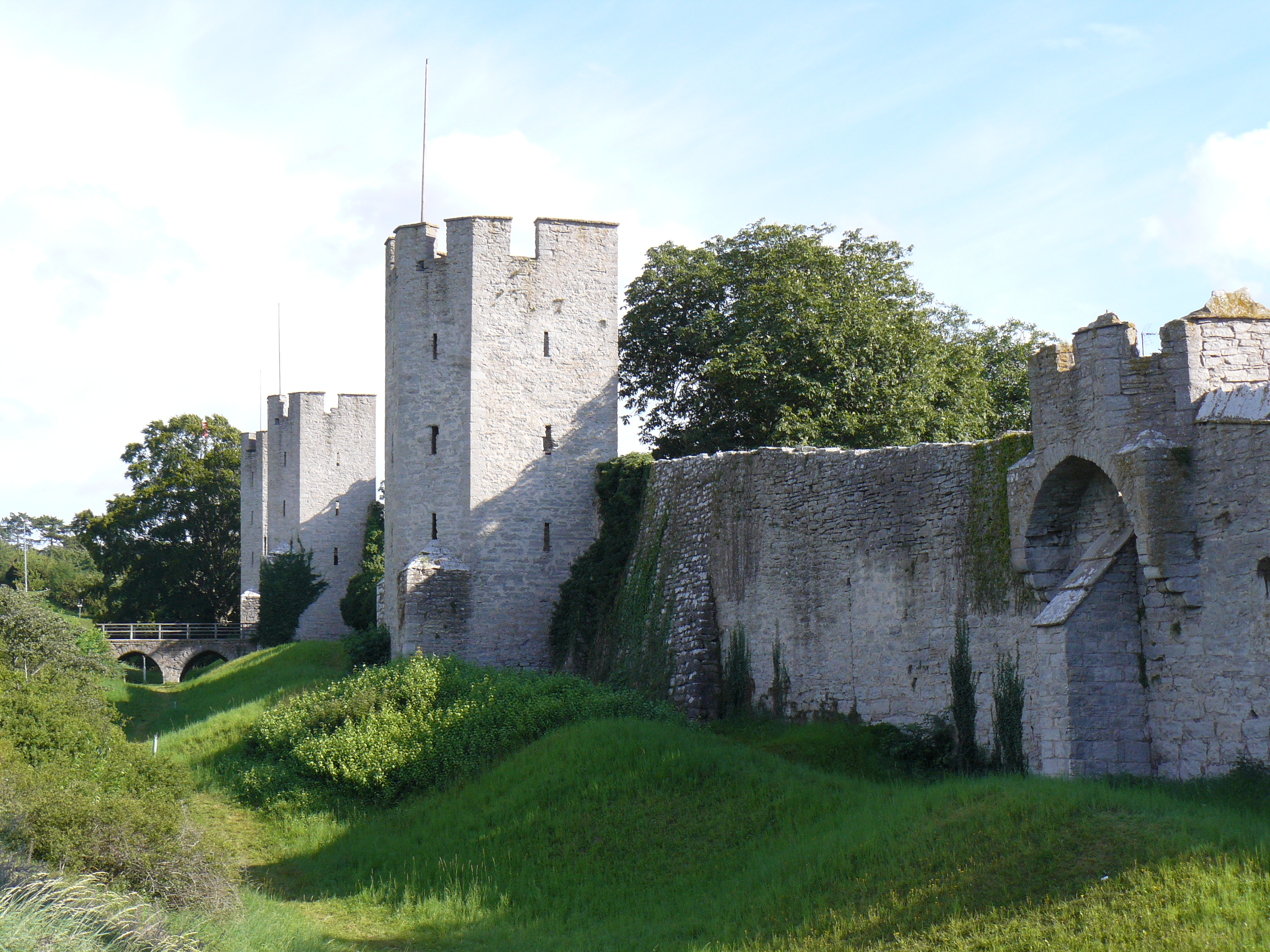
Le « Ringmuren »
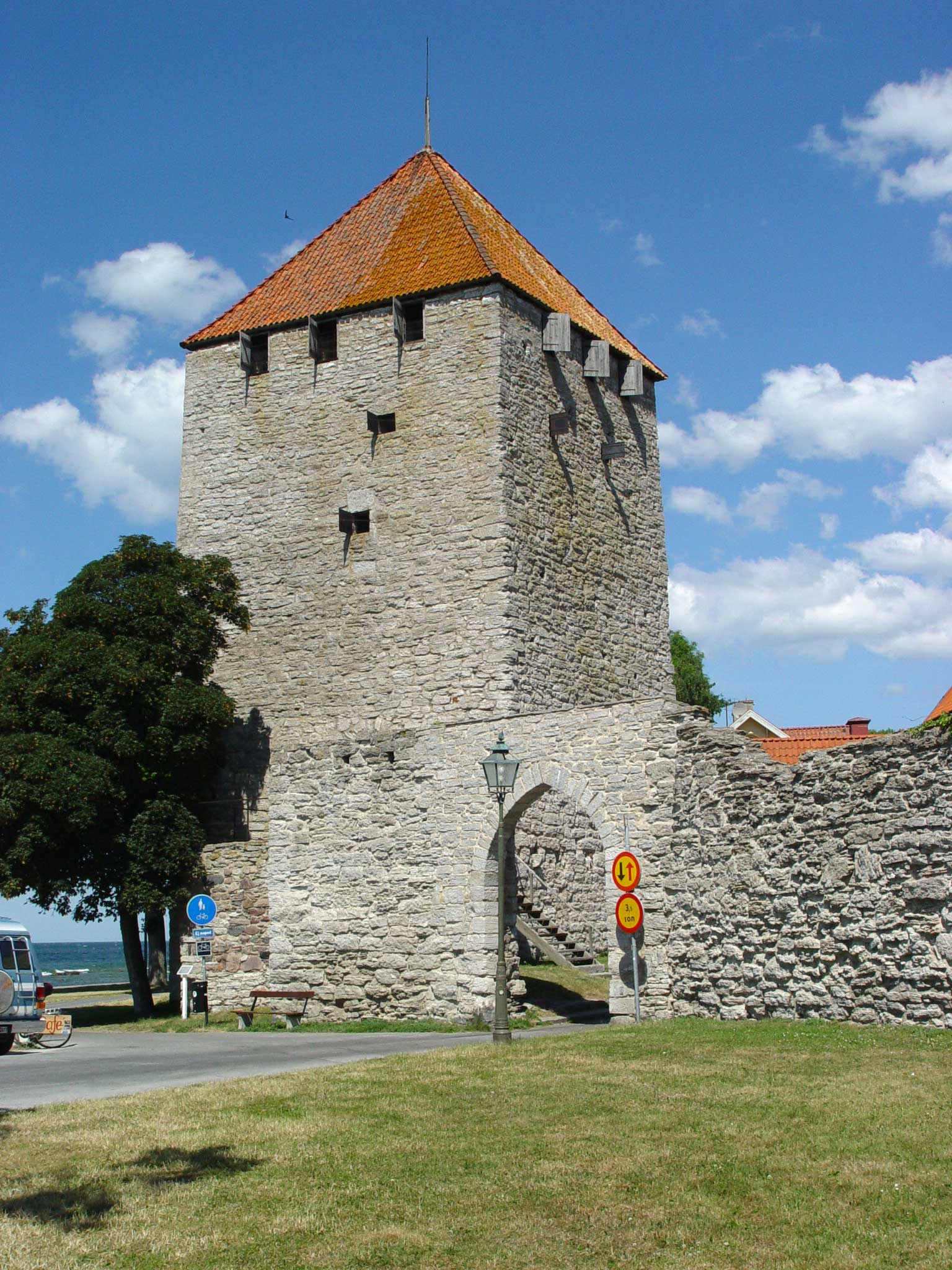
Kruttornet, la plus ancienne tour du mur